# Kasteel van Sarzay
Het Kasteel van Sarzay (Frans: Château de Sarzay) is een kasteel in de Franse gemeente Sarzay. Het huidige kasteel werd rond 1440 begonnen door Jean de Barbançois. Het gebouw speelde een rol in de roman Le Meunier d'Angibault van George Sand. Het kasteel is een beschermd historisch monument sinds 1912.